# Rhinestone Cowboy (musikalbum)
Rhinestone Cowboy är ett studioalbum från 1975 av Glen Campbell. På albumet återfinns Campbells första listetta på Billboard Hot 100, albumets ledmotiv, Rhinestone Cowboy. 
2015 släpptes en utgåva med två ytterligare låtar varav den ena inte släppts tidigare, Glen Campbells version av Gary Stewarts "Quits" samt "Record Collectors Dream", som släppts enbart för den japanska marknaden. 
På albumet återfinns även "Country Boy (You Got Your Feet in L.A.)" som nådde till en elfteplats på Billboard Hot 100, förstaplats på Billboards Easy Listening-lista och trea på Biillboards Countrylista. 

## Låtlista

### Sida A
1. "Country Boy (You Got Your Feet in L.A.)" (Dennis Lambert, Brian Potter) – 3:08
2. "Comeback" (Lambert, Potter) – 3:23
3. "Count on Me" (Lambert, Potter) – 3:12
4. "I Miss You Tonight" (Lambert, Potter) – 3:07
5. "My Girl" (Smokey Robinson, Ronald White) – 3:14

### Sida B
1. "Rhinestone Cowboy" (Larry Weiss) – 3:15
2. "I'd Build a Bridge" (Mike Settle) – 3:43
3. "Pencils for Sale" (Johnny Cunningham) – 3:42
4. "Marie" (Randy Newman) – 3:34
5. "We're Over" (Barry Mann, Cynthia Weil) – 2:59